# Provincia de Southland
Southland era una provincia de Nueva Zelanda desde marzo de 1861, cuando se separó de la provincia de Otago, hasta 1870, cuando se reunió con Otago.

## Historia
Cuando se formaron las provincias en 1853, la parte sur de Nueva Zelanda pertenecía a la provincia de Otago. Los colonos en Murihiku, la parte más al sur de la isla del Sur comprada a los maoríes en 1853 por Walter Mantell, solicitaron al gobierno la separación de Otago. La petición comenzó en 1857, y la provincia de Southland fue proclamada en 1861. Fue nombrado Southland a pesar de los deseos de los colonos y de los maoríes, que preferían Murihiku.
La provincia comenzó a acumular deuda, mientras que Otago prosperó debido a la fiebre del oro central de Otago. A fines de la década de 1860, la mayoría de los colonos querían volver a formar parte de la provincia de Otago, y esto se logró en 1870.

## Área
La provincia era mucho más pequeña que la actual región de Southland. El área estaba delimitada por el río Mataura (este), el río Waiau (oeste) y una línea desde el pico Eyre hasta el lago Manapouri (norte). La isla Stewart fue comprada por la Corona en 1863 y se agregó al área. La capital y el poblado más grande de la provincia de Southland era Invercargill.

## Ferrocarriles
La provincia de Southland comenzó una serie de proyectos ferroviarios. La sucursal de Bluff (que se conoció como Campbelltown hasta 1917) se inauguró el 5 de febrero de 1867. Se construyó con un calibre estándar internacional de 1,435 mm (4 pies 8,5 pulgadas), más ancha que el calibre nacional de 1,067 mm (3 pies 6 pulgadas) calibre. Cuando el gobierno central aprobó una legislación que establecía una norma única para los medidores de vía, la línea se convirtió al nuevo medidor en un solo día, el 18 de diciembre de 1875. El ferrocarril más tarde se convirtió en parte del Departamento de Ferrocarriles de Nueva Zelanda.

## Superintendentes
El Southland la provincia tuvo tres Superintendents:
| Número | De          | A        | Superintendente                   |
| 1      | 3 Ago 1861  | Nov 1864 | James Alexander Robertson Menzies |
| 2      | 13 Mar 1865 | Nov 1869 | John Parkin Taylor                |
| 3      | 10 Nov 1869 | Sep 1870 | William Madera                    |